# 聖母無玷始胎大教堂 (昆卡)
聖母無玷始胎大教堂（西班牙語：Catedral de la Inmaculada Concepción），也稱為昆卡大教堂或新大教堂，是位於厄瓜多爾昆卡的一座天主教堂。其建築結合羅馬式、哥德式和文藝復興風格，屋頂有三個突出的圓頂，其設計靈感來自梵蒂岡的聖彼得大教堂。教堂始建於1885年，歷時約100年，於20世紀80年代完工，可容納約8000人。
教堂的設計由胡安·包蒂斯塔·斯蒂勒制定，長 105米，寬43.5米；中央圓頂高53米，直徑12米，內設一個長96公尺、寬12公尺、高4公尺的地下室。